# 매드 맥스
《매드 맥스》(영어: Mad Max)은 오스트레일리아와 미국의 영화 시리즈이다. 주로 워너 브라더스에서 배급한다.